# Spilomena beata
Spilomena beata är en stekelart som beskrevs av Blüthgen 1953. Spilomena beata ingår i släktet Spilomena, och familjen Crabronidae. Enligt den finländska rödlistan är arten sårbar i Finland. Arten är reproducerande i Sverige. Artens livsmiljö är skogar.